# Шабор, Жозеф
Жозеф Шабор (фр. Joseph Chabord; 5 августа 1783, Шамбери — 4 сентября 1848, Париж) — французский художник, мастер эпохи ампира.

## Биография

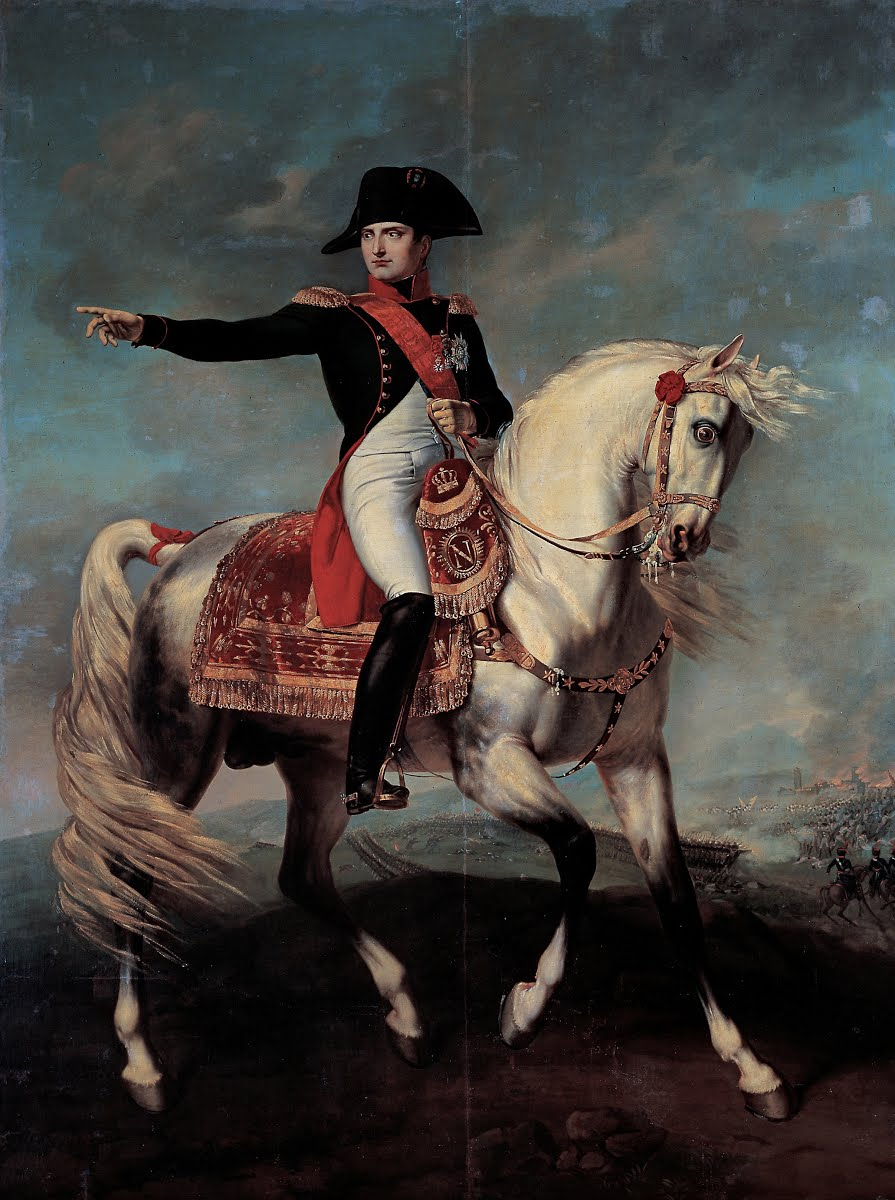
Наполеон при Ваграме. Наполеоновский музей, Рим.

Уроженец Шамбери (в те времена — в составе графства Савойя). Посещал Рисовальную школу в Шамбери. После событий Французской революции и присоединения Савойи к Франции переехал в Париж, где поступил в так называемую Центральную школу, которую окончил с отличием, опередив своих соучеников.
Затем Жозеф Шабор продолжил своё обучение живописи под руководством Жана-Батиста Реньо. Уже в раннем возрасте он был замечен критиками, быстро стал востребованным художником и создавал картины на исторические, мифологические и библейские сюжеты. Кроме того, Шабор писал портреты из которых наиболее известна его работа «Наполеон на поле Ваграмской битвы». Этот поныне портрет является одним из самых цитируемых изображений Наполеона, воспроизводится в многочисленных учебниках, несколько раз попадал на почтовые марки и т. д.
В 1814 году, согласно французским источникам, художник Шабор по заказу «дюка» Ришельё написал картину картину «Аллегория мира» для города Одессы.
Значительно позже, в 1834 году, он создал картину «битва при Сен-Кантене», которую продал королю Пьемонта Карлу Альберту.
Из работ Шабора на библейскую тему известна картина «Преображение Господне», которая была впервые выставлена художником на Парижском салоне 1831 года, приобретена королём Луи-Филиппом и подарена собору в Труа. Другие работы Шабора украшают целый ряд церквей, преимущественно в юго-восточной части Франции (Рона-Альпы).
В зрелые годы художник был состоятельным человеком, который, согласно воспоминаниям современников, неизменно доброжелательно относился к собственным соплеменникам-савоярам, прибывавшим получать художественное образование в Париж. Среди его постоянных заказчиков были герцогиня Бурбонская, герцогиня Орлеанская, великий герцог Франкфуртский и Шарль-Морис Талейран. Целая галерея портретов известных представителей семьи Талейран, созданная Шабором, до сих пор украшает интерьеры их фамильного замка Валансе (ныне — музей).
Художник скончался в 1848 году в Париже, после чего, по традиции того времени, на посмертном аукционе были проданы 14 его картин.
Сегодня Шабора в основном помнят благодаря картине «Наполеон на поле Ваграмской битвы», однако, кроме этого, ряд его картин хранится в Версале, а также в ряде других музеев, церквей и замков, как во Франции, так и за её пределами.

## Галерея

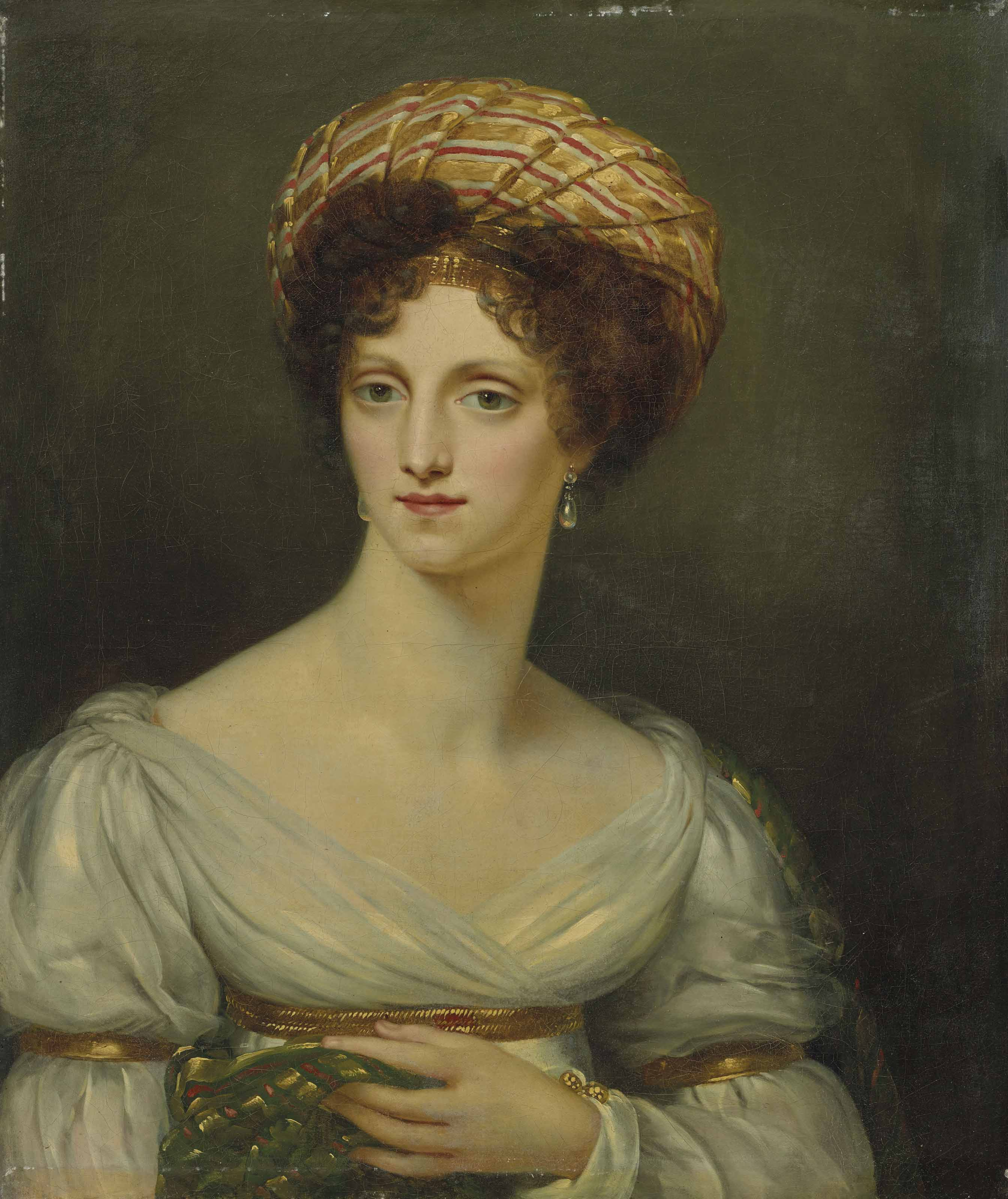
Портрет герцогини Дино
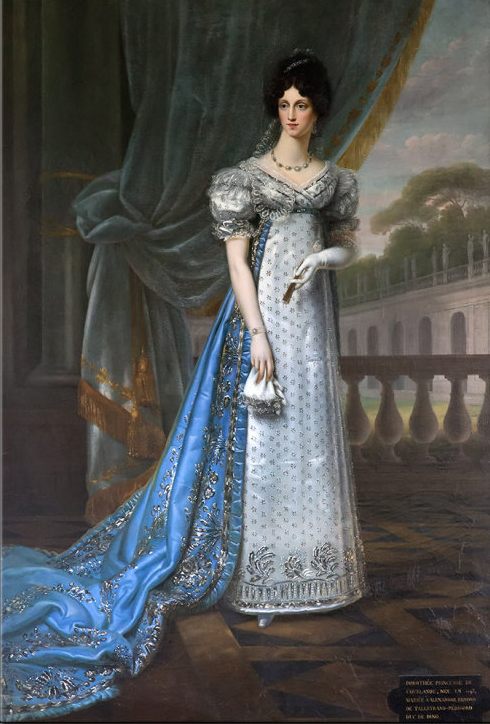
Другой портрет герцогини Дино, Замок Валансе
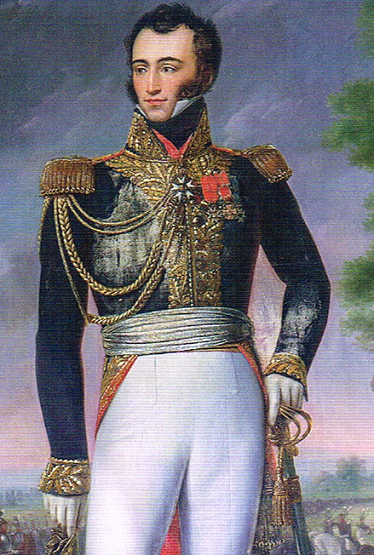
Портрет генерала Эдмона де Талейрана, герцога Дино, супруга герцогини
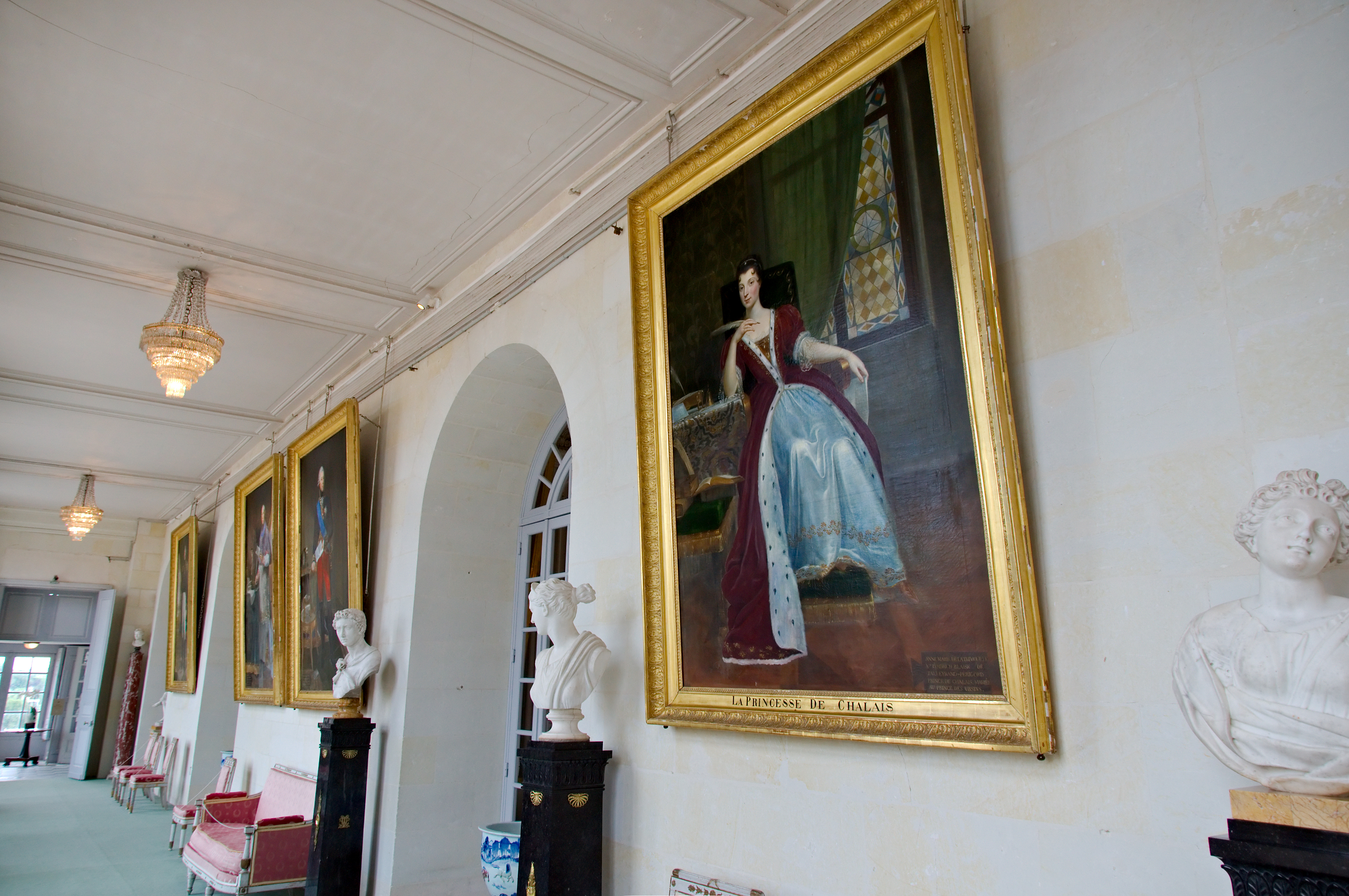
Портреты работы Жозефа Шабора в портретной галерее замка-музея Валансе, ранее принадлежавшего Талейранам. Современное фото.